# Вертолётная эскадрилья «Executive Outcomes»
Вертолётная эскадрилья ЧВК «Executive Outcomes» — проправительственное подразделение в Сьерра-Леоне, существовавшее в период гражданской войны 1991—2002 годов. В рядах эскадрильи служили южноафриканцы, россияне, украинцы и белорусы.

## История
В марте 1995 года южноафриканская ЧВК «Executive Outcomes» поддержала правительство Сьерра-Леоне в войне против группировки ОРФ. Сотрудники организации действовали здесь до падения столицы в 1999 году. В Сьерра-Леоне ЧВК располагала небольшим парком бронетехники и авиации из арсеналов стран Африки и Восточной Европы.
Обеспечить наёмников авиацией предложили именно власти страны. В компании ЕО высказались за покупку исключительно советско-российских вертолётов.
Для обслуживания авиатехники южноафриканцы начали нанимать уроженцев бывших советских республик. Компания набирала вертолётчиков и наземных специалистов (предположительно посредниками выступали две фирмы: белорусская «Трансавиаэкспорт» и российская «Авиатехносервис»). С ними ЧВК заключала контракт. Зарплата для пилота составляла порядка 4500 долларов США. Бойцам каждые два месяца предоставлялся двухнедельный оплачиваемый отпуск.

## Боевой путь
Первой операцией воздушного отряда стал налёт на вражескую базу в Ма-Шерве. Лагерь оппозиции находился на склоне горы. Базу обороняли около 300 ополченцев ОРФ. Правительственные силы при поддержке наёмников «Executive Outcomes» спланировали операцию в этом районе. За двое суток властям удалось существенно ослабить группировку противника. Против тех, кто продолжал сопротивление, была брошена эскадрилья. Роберт К. Браун, очевидец событий и автор журнала «Солдат удачи», о том бое вспоминал следующее:
...и тогда русские на вертолётах Ми-24 начинали поливать их [мятежников] огнём своих многоствольных скорострельных пушек. После того, как позиции повстанцев обработает наша авиация, солдаты совершают очередной бросок вперёд, используя транспортно-десантные вертолёты, как это делали мы во времена войны в Анголе.
Успех операции был с ликованием встречен в правительстве, и, несмотря на то, что аэромобильные части и подразделения спецназа нуждались в отдыхе, было решено продолжить наступление в восточном направлении с конечной целью захвата района алмазных месторождений в Коиду. Здесь вновь был задействован вертолётный отряд «Executive Outcomes».
Начиная с декабря эскадрильи удалось достигнуть перелома в войне. Подразделение, поддержав сухопутные части официального Фритауна, выбивало противника вглубь страны. В марте 1996 года повстанцы, находясь под ударами с земли и воздуха, покинули город Бо, центр алмазодобывающей промышленности. В целом за период зимней кампании 1995—1996 годов благодаря деятельности вертолётчиков удалось успешно загнать мятежников в джунгли.
Во многом успеху эскадрильи способствовал тот факт, что у оппозиции не было средств, которые можно было бы противопоставить властям — ни вертолётов, ни зениток. Однако во время штурма какого-либо объекта с вертолётов, боевики открывали огонь из гранатомётов РПГ-7, поэтому воздушный отряд вынужден был держаться достаточно высоко и пользоваться ракетами (вместо крупнокалиберных четырёхствольных пулемётов ЯкБ-12,7), которые были очень дорогими. Правительство нередко отказывало вертолётчикам в их снабжении.
Деятельность подразделения, в особенности результативность специалистов из бывшего СССР, вынудила власти отказаться от услуг американских наёмников. Действующий режим охотнее нанимал людей из России и Украины.

## Отряд
В эскадрилье служили преимущественно российские и украинские пилоты и техники. Поначалу отношения с южноафриканцами у них сложились не лучшим образом. Как писал Пётр Каминский в российском журнале «История авиации», славяне полагали, что деятельность коллег может самым негативным образом сказаться на суммах выплат, а то и вовсе на судьбах контрактов. Южноафриканцы, со своей стороны, кичились боевым опытом, который у некоторых из них исчислялся примерно полутора десятками лет почти непрерывных боевых вылетов, выполненных в разных локальных конфликтах. Ко всему прочему, они довольно низко оценивали афганский опыт бывших советских офицеров, считая, что система подготовки лётного состава в СССР сама по себе исключала выработку у обучаемого курсанта навыков быстрого принятия самостоятельных решений в сложной тактической обстановке.
На вооружении подразделения находились вертолёты Ми-17, Ми-8Т и Ми-24 российского производства. Последние ранее принадлежали вооружённым силам Сьерра-Леоне. Состояние машин было ужасным, однако они были восстановлены российскими техниками.
Первое, с чего начали свою работу специалисты, было составление «дефектной» ведомости, куда было занесено практически всё бортовое оборудование и многие агрегаты силовой установки, требовавшие ремонта или замены. Попутно составили смету на необходимые инструменты, приспособления, запчасти, оружие и боеприпасы. Спустя два месяца вертолёты были облётаны и заодно получили новый камуфляж. Ми-17 решили покрасить в жёлто-зелёный колер, а Ми-24 — в двухцветный зелёный. Днища обеих машин покрыли светло-серым матовым лаком. Подновили и опознавательные знаки — бело-голубые флажки на килях.
В состав подразделения входили девять экипажей, обслуживающий персонал и охрана базы общей численностью 200 человек.

## Известные бойцы
- Карл Альбертс[8][11] (в других источниках — Альберте[9]) — командир эскадрильи, отставной полковник армии ЮАР. С ним был лично знаком известный французский военный авантюрист Боб Денар.
- Виктор Макеев — отставной майор ВВС РФ[8], житель Волгограда[11].

### Экипаж Сапожникова
- Александр Сапожников — командир борта, житель Ярославля[14].
- Василий Кульков — борттехник[7], житель Пружан[14].
- Иван Мартынович — бортинженер[7], житель Слонима[14].
- Владимир Чепель — ?

Бойцы попали в зону боевых действий в 1995 году. Вертолётчики возили президента Сьерра-Леоне и различные грузы. По несколько раз приезжали домой в отпуск. 25 мая 1997 года в стране произошёл военный переворот. Президент Ахмад Теджан Кабба был свергнут, после чего все четверо были задержаны союзниками павшего режима. Причём задержание произошло на территории соседней Либерии. Мартынович, Кульков и Сапожников содержались в Нигерии. Чепеля, который был женат на жительнице Сьерра-Леоне, удерживали в местной тюрьме. Летом 1998 года, благодаря усилиям дипломатов, группу удалось освободить. Члены белорусско-российского экипажа признаны правительством Каббы, который в то время уже вернулся к власти, невольными пособниками путчистов.